# Роже Бофран
Роже Бофран (фр. Roger Beaufrand, 25 вересня 1908 — 14 березня 2007) — французький велогонщик.
Олімпійський чемпіон 1928 року в спринті.